# The Pretender (Foo Fighters)
The Pretender è un singolo del gruppo musicale statunitense Foo Fighters, pubblicato il 6 agosto 2007 come primo estratto dal sesto album in studio Echoes, Silence, Patience & Grace.
Il singolo è stato anche utilizzato nell'episodio Lurido Lucro! del telefilm Californication ed è stato inserito nel videogioco musicale per Nintendo DS Guitar Hero: On Tour Decades. La canzone ha vinto un Grammy Award alla miglior interpretazione hard rock nel 2008.
Il brano è stato reinterpretato dal gruppo musicale italiano Roy Paci & Aretuska in una versione ska strumentale.

## Tracce
Download digitale, CD promozionale (Australia, Europa, Stati Uniti)
1. The Pretender – 4:28

CD singolo (Europa)
1. The Pretender – 4:31
2. If Ever – 4:14

CD maxi-singolo (Australia, Europa)
1. The Pretender – 4:31
2. Come Alive (Demo) – 5:32
3. If Ever – 4:14
4. Monkey Wrench (Video Clip from Hyde Park) – 5:36

7" (Regno Unito)
- Lato A

1. The Pretender – 4:29

- Lato B

1. Bangin' – 3:49

## Formazione
- Dave Grohl – voce, chitarra
- Chris Shiflett – chitarra
- Nate Mendel – basso
- Taylor Hawkins – batteria

## Classifiche
| Classifiche (2007)            | Posizione massima |
| ----------------------------- | ----------------- |
| Australia                     | 10                |
| Austria                       | 46                |
| Belgio (Fiandre)              | 26                |
| Belgio (Vallonia)             | 63                |
| Brasile                       | 62                |
| Canada                        | 15                |
| Danimarca                     | 25                |
| Germania                      | 72                |
| Irlanda                       | 11                |
| Norvegia                      | 3                 |
| Nuova Zelanda                 | 9                 |
| Paesi Bassi                   | 39                |
| Regno Unito                   | 8                 |
| Stati Uniti                   | 37                |
| Stati Uniti (alternative)     | 1                 |
| Stati Uniti (mainstream rock) | 1                 |
| Svezia                        | 11                |
| Svizzera                      | 61                |